# Šalata Winter Classic 2010.
Šalata Winter Classic 2010., zbog sponzora Šalata Winter Classic 2010. powered by Citroën, po uzoru na NHL Winter Classic, hokejski je događaj i zimski sportski spektakl na otvorenom. 29. i 31. siječnja 2010. KHL Medveščak odigrano je dvije utakmice EBEL-a na otvorenom gradskom Klizalištu Šalata, gdje su dočekali protivničke momčadi EBEL-a - momčad VSV Villach (petak 29. siječnja) i momčad Vienna Capitalsa (nedjelja 31. siječnja). Uz hokejske utakmice, vodstvo kluba KHL Medveščak organiziralo je i niz dodatnih zabavnih sadržaja na Šalati u vremenu prije i nakon utakmica, a u suradnji s klupskim partnerom - tvrtkom Citroën.

## Stadion
Klizalište Šalata na zagrebačkom Medveščaku je u razdoblju od 1965. do 1972. godine prošlog stoljeća bila prvi dom KHL Medveščak. Medvjedi su tih godina prošlog stoljeća igrali u prvenstvu Jugoslavije, a od sezone 2009./10. igraju u regionalnom EBEL-u. Zbog nedostupnosti Ledene dvorane Doma sportova poradi teniskog turnira Zagreb Indoors, klub je imao dvije opcije: igranje u Areni Zagreb ili na klizalištu Šalata. Međutim, zbog velikih gubitaka koje bi klub snosio igranjem u Areni (oko 1.000.000 kuna), odlučili su se za jeftiniju opciju i igranja na otvorenom.

## KHL Medveščak - VSV Villach

### O susretu[4]
U prvoj trećina Medveščak i Villach djelovali su kao da se tek zagrijavaju. Udarce u gol, kojih je na kraju prve trećine bilo 10:9 u korist Medveščaka, zaustavljali su vratari obje momčadi, a četiri minute kazne hokejaša Medveščaka gosti nisu uspjeli iskoristiti. U drugu su trećinu Villach je krenuo nešto bolje, te već u prvoj minuti stvorili gužvu pred golom Kristana. Ipak, slovenski vratar nije imao problema, te je sve šanse Villachu zaustavljao. U 26. minuti Medveščak je imali najbolju priliku dotad. Marko Lovrenčić i Aaron Fox izbili su sami pred golmana Gerta Prohasku, no Fox nije uspio dobro podignuti pločicu, te je time propala najbolja šansa dijela utakmice.
Medveščak je bio bolji u drugom periodu. Pucalo se sa svih strana, a svoje su udarce isprobavali Andy Sertich, Aaron Fox, i Conrad Martin. 29. minuta donosi dvostruko isključenje gostujuće momčadi, a s gotovo minutu i pol situacije "pet na tri" hokejaši Medveščaka su došli do prednosti. To se dogodilo kada je Mike Ouellette iz ravnine gola dodao je pločicu za Johna Hečimovića koji bez problema sprema pločicu u mrežu. Do 35. minute ubilježen je još jedan udarac Mikea Prpicha, ali i nekoliko novih obrana Kristana koji spretno zaustavlja sve udarce gostujuće momčadi. Tada Jeff Heerema lijepo dodaje pločicu za Joela Prpica kojeg su austrijski braniči ostavili samog pred golom te on lakoćom poentira i povećava vodstvo Medveščaka.  Posljednji period započeo je pritiskom Austrijanaca na gol Kristana, što im se i isplatilo u 47. minuti. Gerhart Unterluggauer pogodio je koljeno Alana Letanga nakon čega se pločica kroz Kristanove noge odbija u gol. Već u sljedećem napadu Hečimović anulira gostujući gol, no slovenski sudac ga poništava. Razlog - upitno Hečimovićevo igranje nogom. Villach to nije obeshrabrilo, a bolju igru u posljednjoj trećini okrunili su novim pogotkom. Michael Raffl uputio je udarac prema Kristanovom golu, a skrenutu pločicu u gol je pospremio Guenter Lanzinger za izjednačenje. Posljednjih deset minuta obje su momčadi imale svojih prilika. Kod Medveščaka su pokušavali Hečimović i Kenny MacAulay, dok je Robert Kristan u nekoliko navrata spašavao čiste šanse austrijskih napadača. Kako u posljednjoj trećini više nije bilo pogodaka, utakmica je otišla u produžetke. 
U igri "četiri na četiri" Medveščak je započeo dvama udarcima Alana Letanga koje su završile u rukavicama Gerta Prohaske. Svoje su šanse imali Kenny MacAulay, Joel Prpic i Mike Ouellette, no Medvjedi nisu uspjeli doći do pobjedničkog pogotka, te se krenulo s kaznenim udarcima. Tek iz šeste serije, kada je došao red na Villachovog Jeana Francoisa Fortina i Medveščakovog Mikea Ouellettea došlo je pobjednika susreta. Villachov je igrač uspio nadmudriti Kristana, dok napadaču Medveščaka to nije pošlo za rukom. Međutim, unatoč porazu Medveščak je teoretski osigurao doigravanje u EBEL-u 2009./10. 

### Sastavi
| Robert Kristan \| Gašper Krošelj |

| Miroslav Brumerčik \| Alan Letang \| Conrad Martin \| Richard Seeley \| Andy Sertich \| Chris Powers \| Kenny MacAulay |

| Mike Prpich \| John Hečimović \| Marko Lovrenčić \| Aaron Fox \| T. J. Guidarelli \| Mike Ouellette \| Joel Prpic \| Sašo Rajsar \| Mislav Blagus \| Jeff Heerema \| Rok Jakopič \| Brad Smyth \| Igor Lazić |

| Robert Kristan \| Gašper Krošelj |

| Miroslav Brumerčik \| Alan Letang \| Conrad Martin \| Richard Seeley \| Andy Sertich \| Chris Powers \| Kenny MacAulay |

| Mike Prpich \| John Hečimović \| Marko Lovrenčić \| Aaron Fox \| T. J. Guidarelli \| Mike Ouellette \| Joel Prpic \| Sašo Rajsar \| Mislav Blagus \| Jeff Heerema \| Rok Jakopič \| Brad Smyth \| Igor Lazić |

| Gert Prohaska \| Bernhard Starkbaum |

| Michael Martin \| Michael Stewart \| Gerhard Unterluggauer \| Stefan Bacher \| Mickey Elick \| Thomas Pfeffer \| Jean-François Fortin |

| Roland Kaspitz \| Christian Ban \| Michael Raffl \| Benjamin Petrik \| Nathan Di Casmirro \| Nikolas Petrik \| Günther Lanzinger \| Christof Martinz \| Andreas Kristler \| Philipp Pinter \| Jonathan Ferland |

| Gert Prohaska \| Bernhard Starkbaum |

| Michael Martin \| Michael Stewart \| Gerhard Unterluggauer \| Stefan Bacher \| Mickey Elick \| Thomas Pfeffer \| Jean-François Fortin |

| Roland Kaspitz \| Christian Ban \| Michael Raffl \| Benjamin Petrik \| Nathan Di Casmirro \| Nikolas Petrik \| Günther Lanzinger \| Christof Martinz \| Andreas Kristler \| Philipp Pinter \| Jonathan Ferland |

### Tijek utakmice[5]
|  | Medveščak                                 | 2 : 3 (0:0, 2:0, 0:2, 0:0, 0:1) | Villach                              | Šalata (oko 4.500 ljudi) |
|  |                                           | Prva trećina                    |                                      |                          |
|  |                                           |                                 |                                      |                          |
|  |                                           |                                 |                                      |                          |
|  |                                           |                                 |                                      |                          |
|  |                                           |                                 |                                      | Sudac: Igor Dremelj      |
|  |                                           |                                 |                                      |                          |
|  |                                           |                                 |                                      |                          |
|  |                                           | Druga trećina                   |                                      |                          |
|  | (PP) Hečimović (Guidarelli, Letang) 29:02 |                                 |                                      |                          |
|  | Prpic (Heerema, Smyth) 34:57              |                                 |                                      |                          |
|  |                                           | Treća trećina                   |                                      |                          |
|  |                                           |                                 | 46:09 Unterluggauer (Kaspitz, Raffl) |                          |
|  |                                           |                                 | 50:01 Fortin (Lanzinger, Raffl)      |                          |
|  |                                           | Produžetci                      |                                      |                          |
|  |                                           |                                 |                                      |                          |
|  |                                           | Kazneni udarci                  |                                      |                          |
|  |                                           |                                 |                                      |                          |
|  | Ouellette                                 |                                 | Fortin                               |                          |

- Vratari: 
  - Robert Kristan (KHL Medveščak)
  - Gert Prohaska (Villach SV)

### Zanimljivosti
- Hokejaši Medveščaka na led su istrčali u retro dresovima.
- Villachu ovo nije bio prvi ovakav susret na otvorenom klizalištu, jer su u istoj sezoni pred 30.000 ljudi već igrali u Klagenfurtu protiv KAC-a.
- Kenny MacAulay debitirao je kao novo pojačanje Medveščaka, koji je doveden kao zamjena za ozljeđenog Robbyja Sandrocka.

## KHL Medveščak - Vienna Capitals

### O susretu[6]
Drugi od dva susreta na otvorenom klizalištu na Šalati Medveščak je odigrao protiv Vienna Capitalsa. Dosadašnji omjer u ovoj sezoni iznosio je 3:1 u korist Capitalsa. Rezultatski mirna prva trećina bila je tek uvod u ono što slijedi. Dobrih je prilika bilo s obje strane, ali nisu urodile plodom. Kristanovu je mrežu čuvao i okvir gola, a zanimljivo je da su Capitalsi s igračem manje stvorili tri opasne situacije pred Medveščakovim golom. Kraj trećine donio je i veliku gužvu pred FCassivijem, no ostalo je 0:0. To se promijenilo u drugoj trećini i upravo je gostujući vratar prvi morao po pločicu u mrežu. Igrala se 23. minuta kada su Conrad Martin i Rok Jakopič proigrali Mikea Prpicha, a on s velike udaljenosti pogađa mrežu. Slavlje je trajalo manje od minute, za što je zaslužan François Bouchard.
U trenutku kada je strijelac prvog pogotka gostujuće momčadi otišao na drugo dvominutno hlađenje tamo je već sjedio Rafael Rotten, a dva igrača više na ledu hrvatski je prvak morao iskoristiti kako bi došao do nove prednosti. To se i dogodilo istekom 28. minute. Kapetan Alan Letang iskoristio je asistenciju Andy Serticha i Aarona Foxa te preciznim udarcem doveo Medvjede u novo kratko vodstvo. Naime, nakon što je Dan Bjornlie zbog pomicanja gola dobio isključenje, Capitalsi su s igračem manje došli do još jednog poravnanja. Bouchard se sjurio u protunapad i pronašao put pored Kristana. Cassivi je do isteka 40. minute imao još posla, a tek što su se igrači krenuli zaputiti prema svlačionicama, zaiskrilo je na ledu. Započela je opća tučnjava, a Joel Prpic i Philippe Lakos izdvojili su se iz gužve i upustili u privatni šakački obračun. Naravno, obojica se više nisu vraćala na led.
Ništa manje uzbudljivo nije bilo ni u posljednjoj dionici, kada je svaki dodir hokejaša bio na rubu novog sukoba, u međuvremenu su se opet tresle i vratnice, ali pregršt zbivanja nije donio promjenu rezultata se do 57. minute. Tada Youssef Reiner po prvi puta donosi prednost gostima. Medveščakov trener Ted Sator napravio je logičan potez i izvadio Roberta Kristana s gola. 32 sekunde prije kraja John Hečimović iskosa cilja suprotni kut i poravnava na 3:3, na asistenciju Mikea Ouellettea i Alana Letanga. Kako više nije bilo vremena momčadi su krenule u produžetke. Pet minuta igre "četiri na četiri" nije donijelo pobjednika, premda je stopostotnu šansu u doslovno posljednjoj sekundi imao Jeff Heerema. Pobjedu su odlučili kazneni udarci u čijem je izvođenju bio uspješniji Medveščak, a pobjedu je donio Hečimović.

### Sastavi
| Robert Kristan \| Gašper Krošelj |

| Miroslav Brumerčik \| Alan Letang \| Conrad Martin \| Robby Sandrock \| Richard Seeley \| Andy Sertich \| Nikša Trstenjak \| Chris Powers \| |

| Mike Prpich \| John Hečimović \| Marko Lovrenčić \| Michael Novak \| Aaron Fox \| T. J. Guidarelli \| Mike Ouellette \| Joel Prpic \| Sašo Rajsar \| Mislav Blagus \| Jeff Heerema \| Rok Jakopič \| Brad Smyth |

| Robert Kristan \| Gašper Krošelj |

| Miroslav Brumerčik \| Alan Letang \| Conrad Martin \| Robby Sandrock \| Richard Seeley \| Andy Sertich \| Nikša Trstenjak \| Chris Powers \| |

| Mike Prpich \| John Hečimović \| Marko Lovrenčić \| Michael Novak \| Aaron Fox \| T. J. Guidarelli \| Mike Ouellette \| Joel Prpic \| Sašo Rajsar \| Mislav Blagus \| Jeff Heerema \| Rok Jakopič \| Brad Smyth |

| Frédéric Cassivi \| Rudolf Hummel |

| Philippe Lakos \| François Bouchard \| Josi Riener \| Peter Casparsson \| Dan Bjornlie \| Aleš Kranjc |

| Raphael Rotter \| Kevin Kraxner \| Yves Sarault \| David Rodman \| Patrick Lebeau \| Daniel Nageler \| Benoit Gratton \| Sean Selmser \| Marc Tropper \| Lukas Draschkowitz |

| Frédéric Cassivi \| Rudolf Hummel |

| Philippe Lakos \| François Bouchard \| Josi Riener \| Peter Casparsson \| Dan Bjornlie \| Aleš Kranjc |

| Raphael Rotter \| Kevin Kraxner \| Yves Sarault \| David Rodman \| Patrick Lebeau \| Daniel Nageler \| Benoit Gratton \| Sean Selmser \| Marc Tropper \| Lukas Draschkowitz |

### Tijek utakmice[8]
|  | Medveščak                           | 4 : 3 (0:0, 2:2, 1:1, 0:0, 1:0) | Vienna Capitals                   | Šalata (oko 4.600 ljudi)                    |
|  |                                     | Prva trećina                    |                                   |                                             |
|  |                                     |                                 |                                   | Sudac: Viktor Trilar                        |
|  |                                     |                                 |                                   |                                             |
|  |                                     |                                 |                                   |                                             |
|  |                                     | Druga trećina                   |                                   |                                             |
|  | Prpich (Jakopič, Martin) 22:23      |                                 |                                   |                                             |
|  |                                     |                                 | 23:18 Bouchard (Lebeau, Rotter)   | Linijski suci: Matjaž Hribar, Damir Rakovic |
|  | (PP) Letang (Sertich, Fox) 27:52    |                                 |                                   |                                             |
|  |                                     |                                 | (SH) 29:44 Bouchard               |                                             |
|  |                                     | Treća trećina                   |                                   |                                             |
|  |                                     |                                 | 56:01 Riener (D. Rodman, Sarault) |                                             |
|  | Hečimović (Ouellette, Letang) 29:28 |                                 |                                   |                                             |
|  |                                     | Produžetci                      |                                   |                                             |
|  |                                     | Kazneni udarci                  |                                   |                                             |
|  |                                     |                                 |                                   |                                             |
|  | Hečimović                           |                                 | Bjornlie                          |                                             |

- Vratari: 
  - Robert Kristan (KHL Medveščak)
  - Frédéric Cassivi (Vienna Capitals)

## Prijenos[9]
Hokejaške utakmice na Šalati nije prenosio HRT. Dvoboj s Villachom prenosio je Sport Klub, a dvoboj s Viennom u nedjelju nitko. Pravo prijenosa imao je HRT. Obje utakmice prenosio je Hrvatski radio na drugom programu.

## Vanjske poveznice
- Službena stranica lige  Arhivirana inačica izvorne stranice od 7. veljače 2010. (Wayback Machine)